# Schildola opaca
Schildola opaca är en insektsart som beskrevs av Young 1977. Schildola opaca ingår i släktet Schildola och familjen dvärgstritar. Inga underarter finns listade i Catalogue of Life.